# اچ‌ام‌اس سیدون (۱۸۴۶)
اچ‌ام‌اس سیدون (۱۸۴۶) (به انگلیسی: HMS Sidon (1846)) یک کشتی بود که طول آن ۲۱۱ فوت (۶۴ متر) بود. این کشتی در سال ۱۸۴۶ ساخته شد.